# Шарукан
Шарукан — половецький хан з роду ольберлю.

## Життєпис
Восени 1068 року розгромив об'єднані сили руських князів на чолі з Великим князем київським Ізяславом Ярославичем у битві на річці Альті. Під 1068 роком Новгородський перший літопис згадує взяття в полон Шарукана князем Святославом Ярославичем, однак у «Повісті минулих літ» Лаврентіївського списку ім'я хана не назване.
У травні 1107 року разом із ханом Боняком Шарукан здійснив напад на Русь в районі Переяслава, дійшовши до Лубен. У серпні того ж року Святополк II Ізяславич зібрав князів для походу у відповідь. Наслідком раптового нападу стала перемога русичів. Шарукан ледве врятувався втечею.
Мав двох синів — Сирчана і Атрака (в літописах Отрок). Дід Кончака.
На думку історика Омеляна Пріцака від слов'янського перекладу імені Шарукана походить назва міста Змієва в Харківській області України.

## Вшанування пам'яті
У місті Харків провулок Крилова перейменували на провулок Шаруканський. Назва "Шаруканський" прямо відсилає до половецького хана Шарукана, який відігравав значну роль в історії регіону, зокрема Слобожанщини та земель, де розташований сучасний Харків. Половці були важливими сусідами Київської Русі, активно взаємодіяли з нею (як у війнах, так і через династичні шлюби). Харківщина була частиною Половецького степу.
У місті Слов'янськ провулок Волочаєвський перейменували на провулок Шаруканський.